# Francos Rodríguez (stanice metra v Madridu)
Francos Rodríguez (plným názvem španělsky Estación de Francos Rodríguez) je stanice metra v Madridu. Nachází se pod ulicí Pablo Iglesias – nedaleko křižovatky s ulicemi Francos Rodríguez a Ofelia Nieto. Stanice leží v severní části města na hranici obvodů Moncloa – Aravaca a Tetuán. Stanicí prochází linka 7 a leží v tarifním pásmu A; nástupiště jsou bezbariérově přístupná. Dva výstupy ze stanice jsou vedeny do ulice Avenida de Pablo Iglesias, jeden do ulice Alejandro Rodríguez a jeden do ulice Moguer. Název stanice odkazuje na španělského politika a novináře Josého Francose Rodrígueze.

## Historie
Stavební práce na stanici začaly v říjnu 1996, stanice byla budována mezi dvěma zemními stěnami, z hlediska geotechniky se v místě stavby nacházely štěrky a jílovité písky. Otevřena byla 12. února 1999 jako součást prodloužení linky 7 ze stanice Canal do stanice Valdezarza.

## Popis
Stanice je charakteristická vysokým stropem neseným osmiúhelníkovými sloupy zakončenými ocelovými hlavicemi. Stanice je umístěna rovnoběžně s ulicí Pablo Iglesias. Stanice je z celého úseku Canal – Valdezarza nejvýše položená, na obě strany vedou tunely v klesání 40 ‰, do stanice Guzmán el Bueno vede tunel několika mírnými protisměrnými oblouky, naopak do stanice Valdezarza vede levotočivý oblouk o téměř pravém vnitřním úhlu. Vestibul stanice je vyzdoben reliéfem, který odkazuje na historické reklamy. Stěny jsou obloženy Vitrexem světle zelené barvy.
Nedaleko od stanice zastavují autobusy linek 44, 64, 126, 127, 128 a 132.

## Fotogalerie

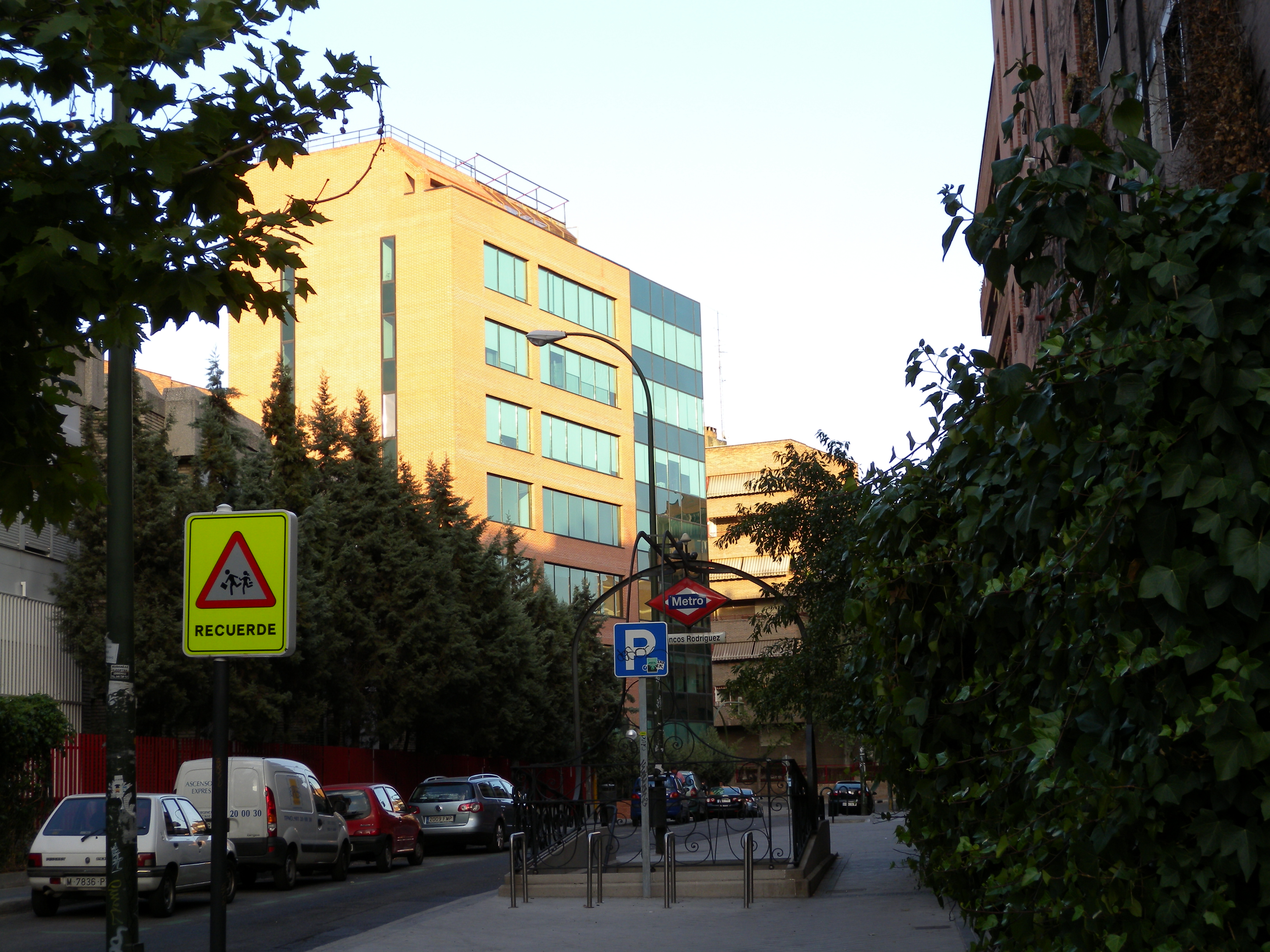
Vstup do stanice
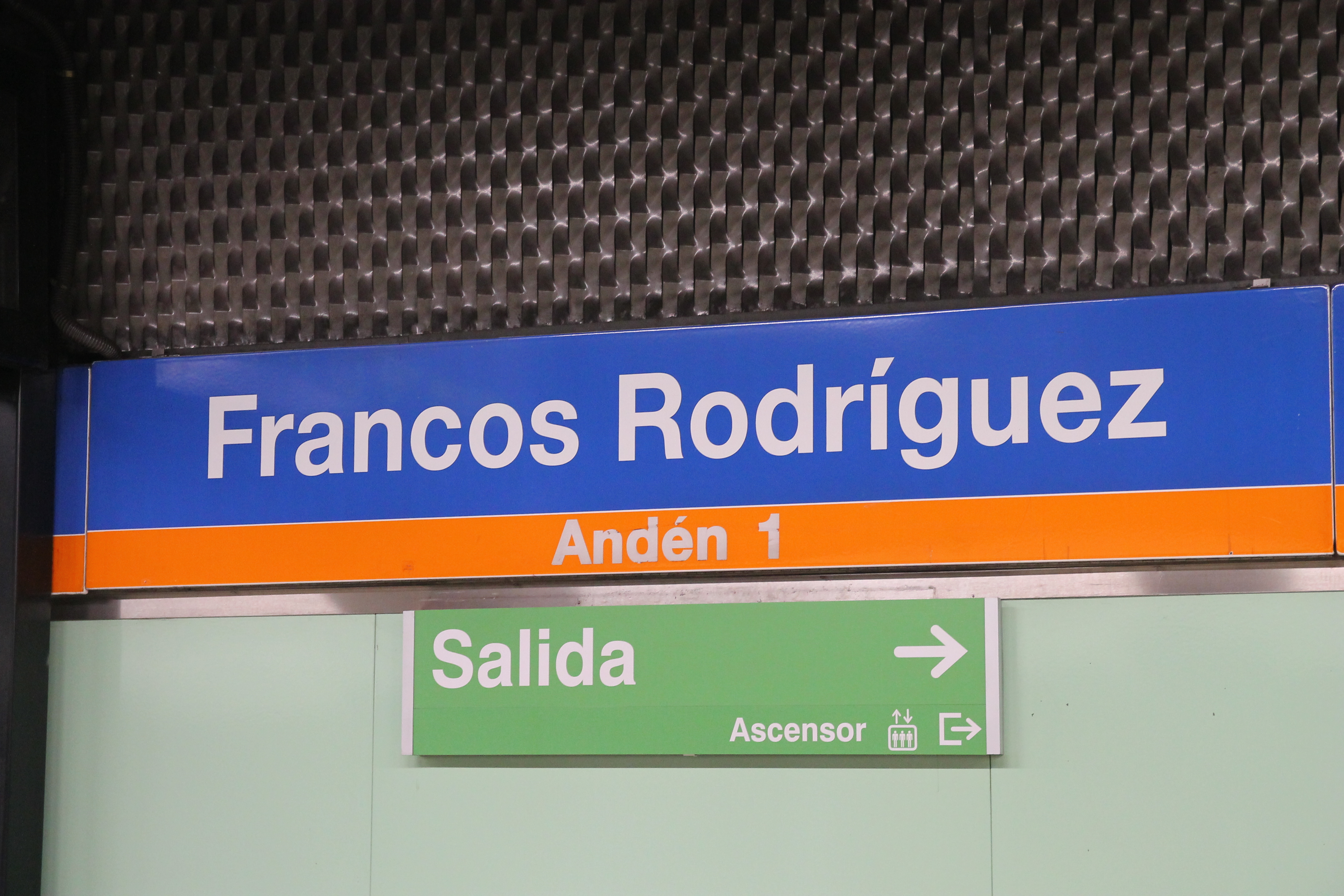
Tabule s názvem stanice
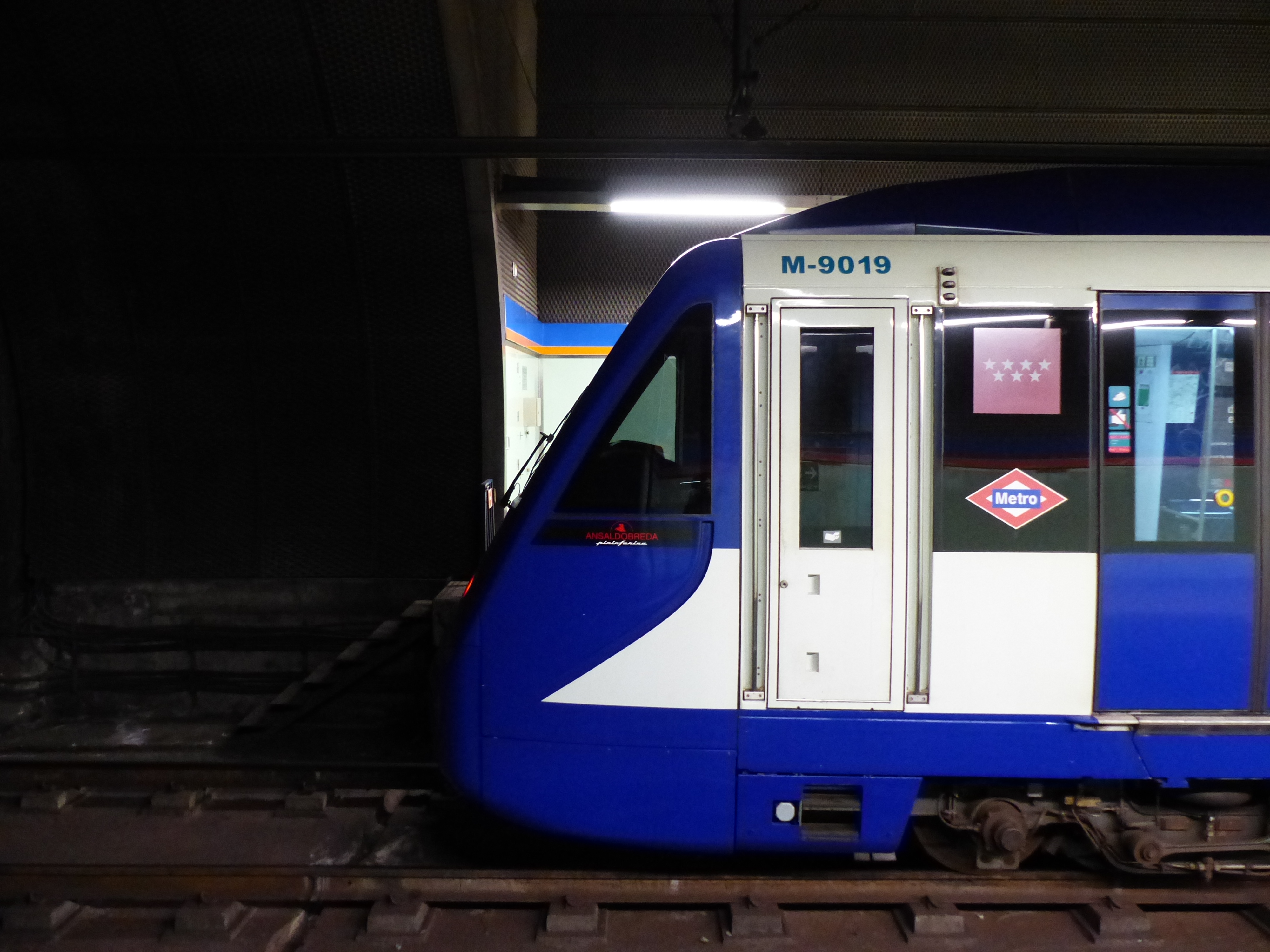
Vlak řady 9000 ve stanici
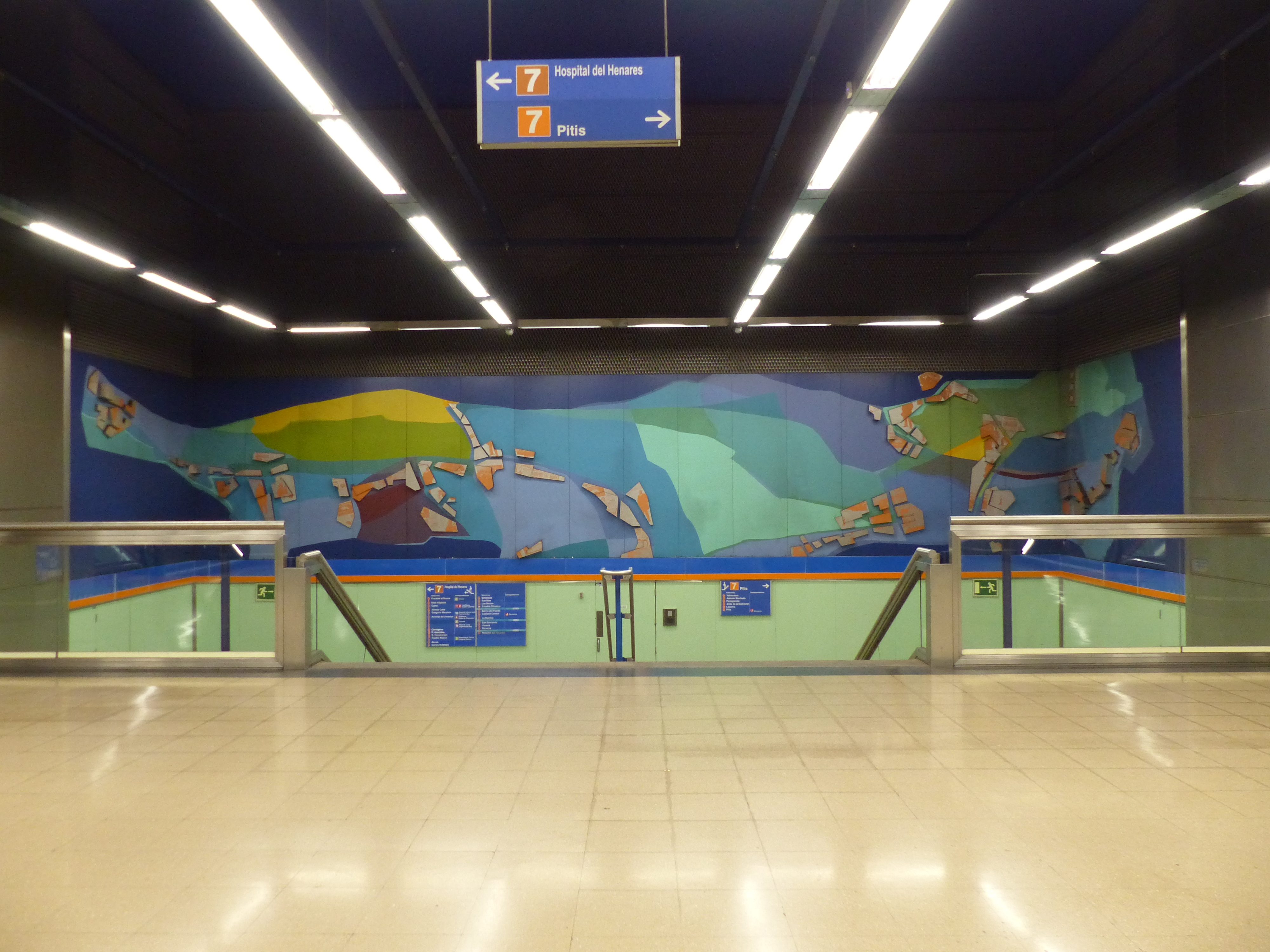
Nástěnný reliéf
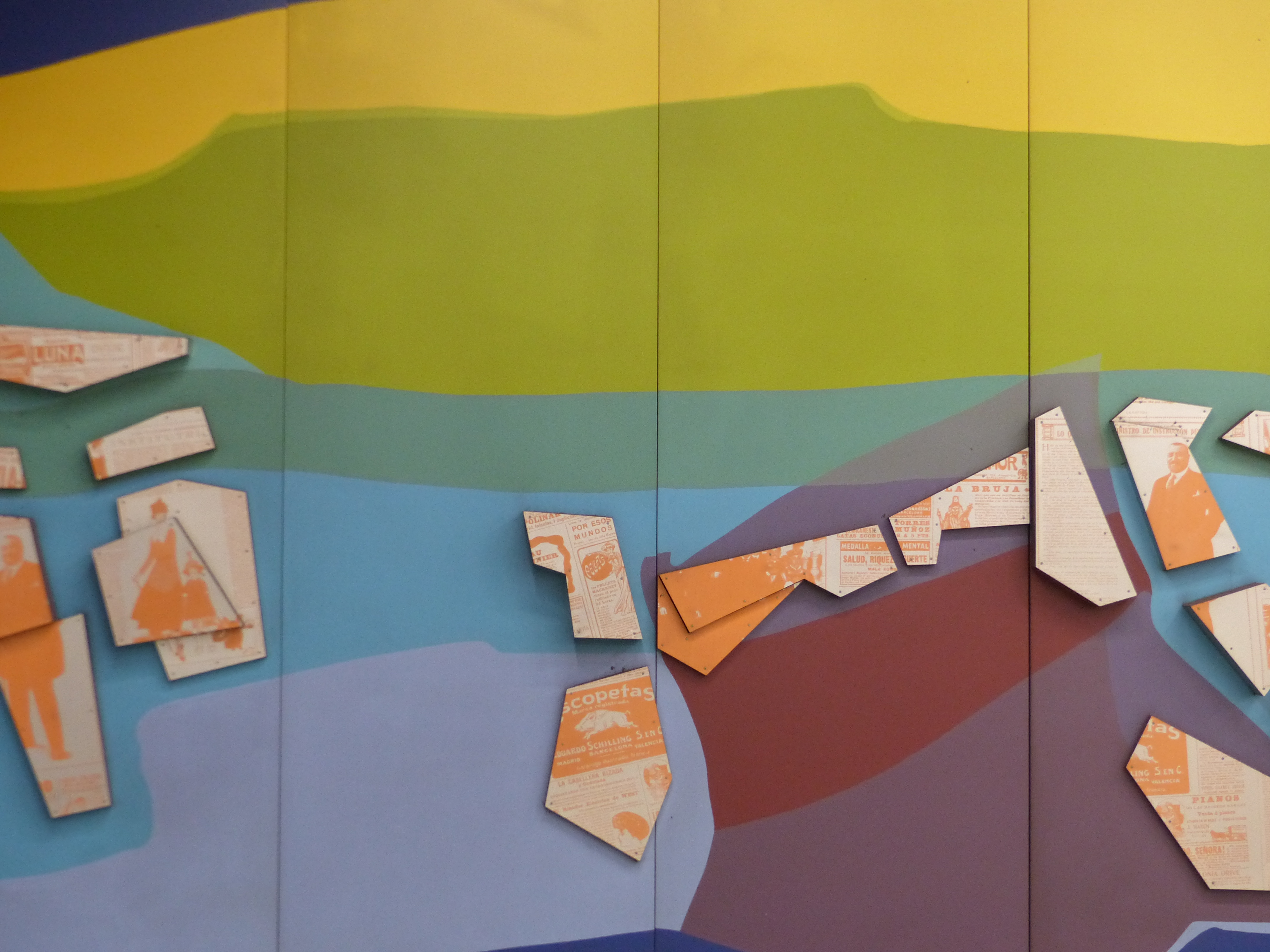
Detail reliéfu
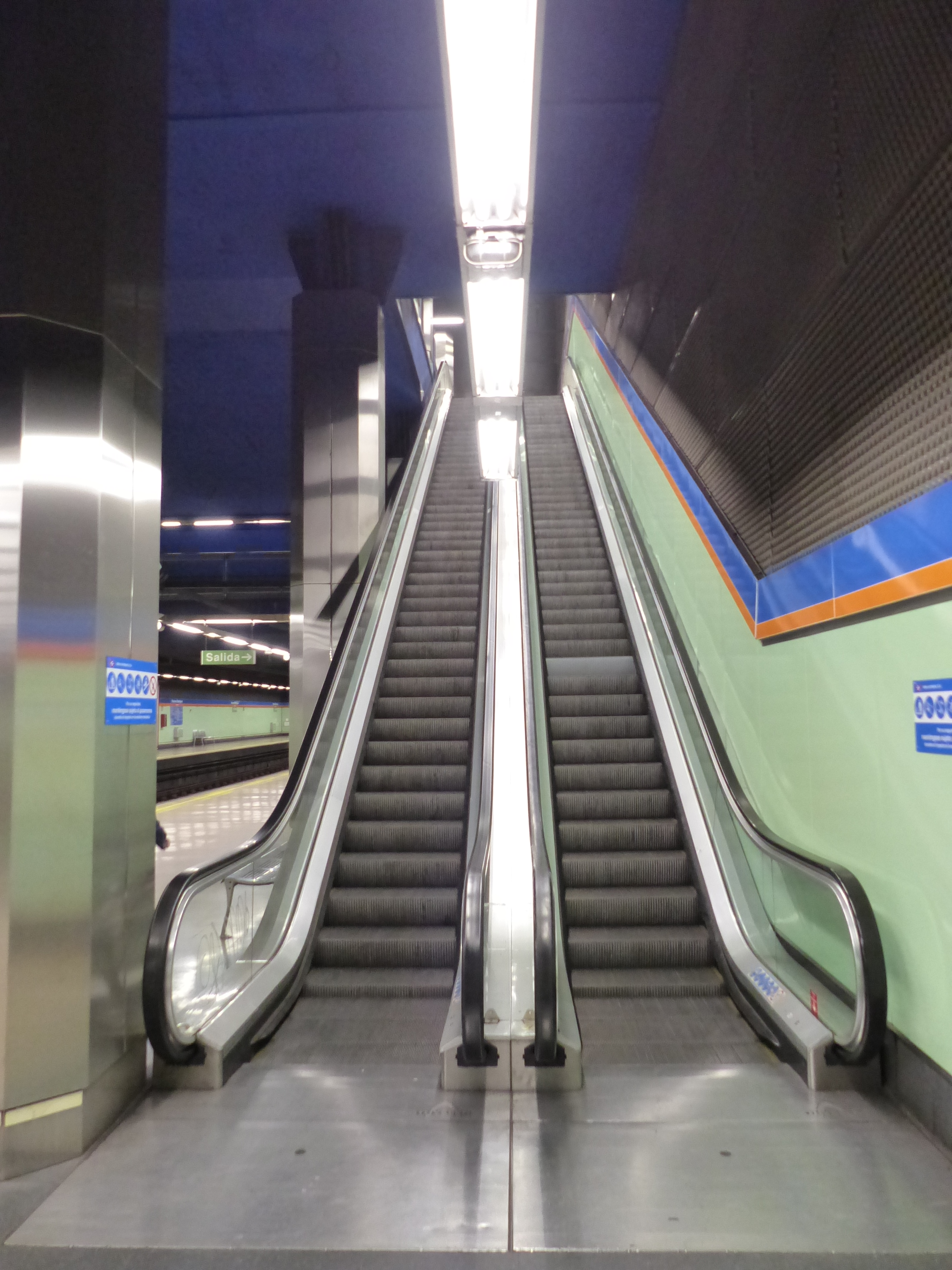
Eskalátory
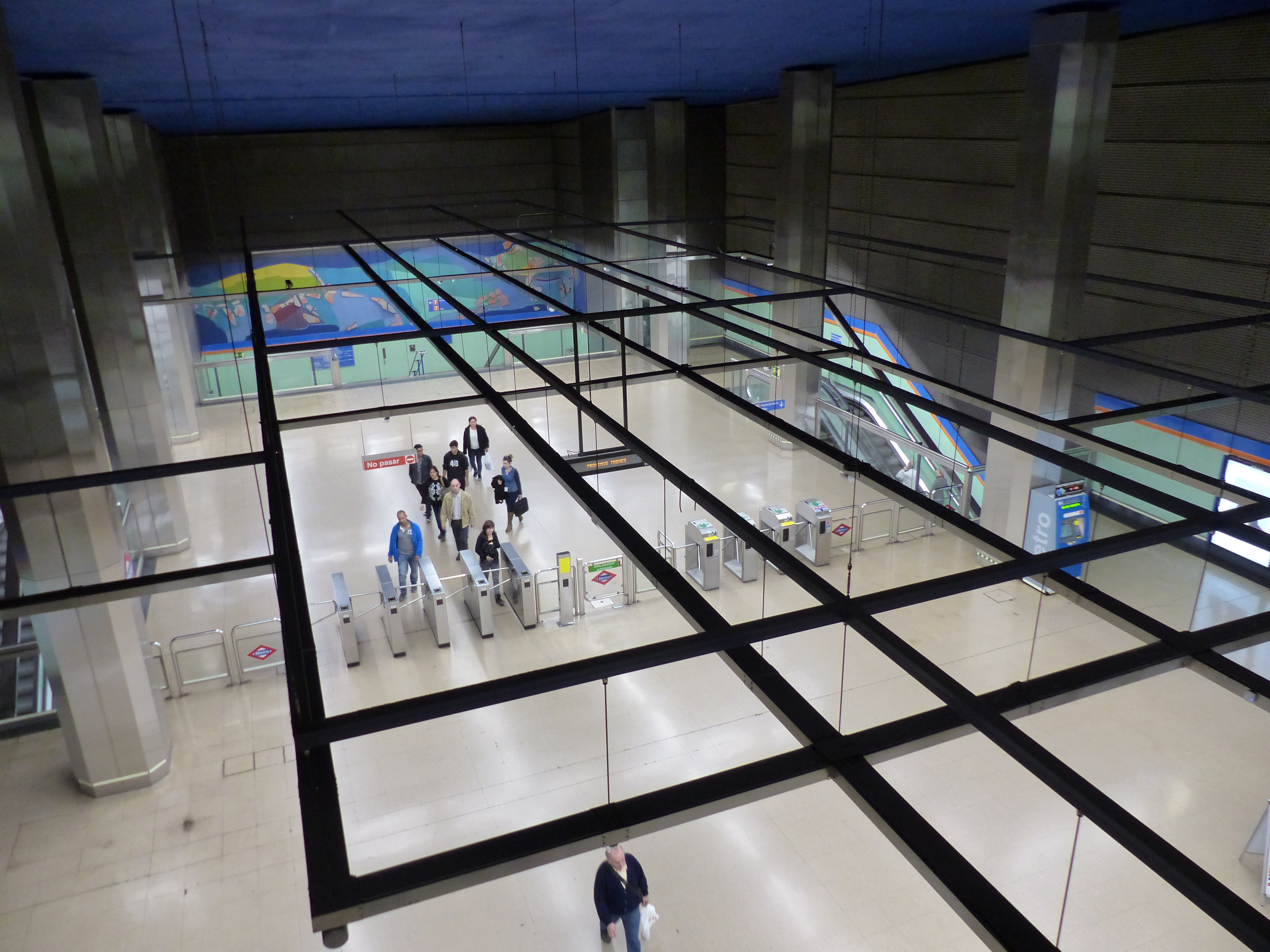
Vestibul